# 黎嬰彎

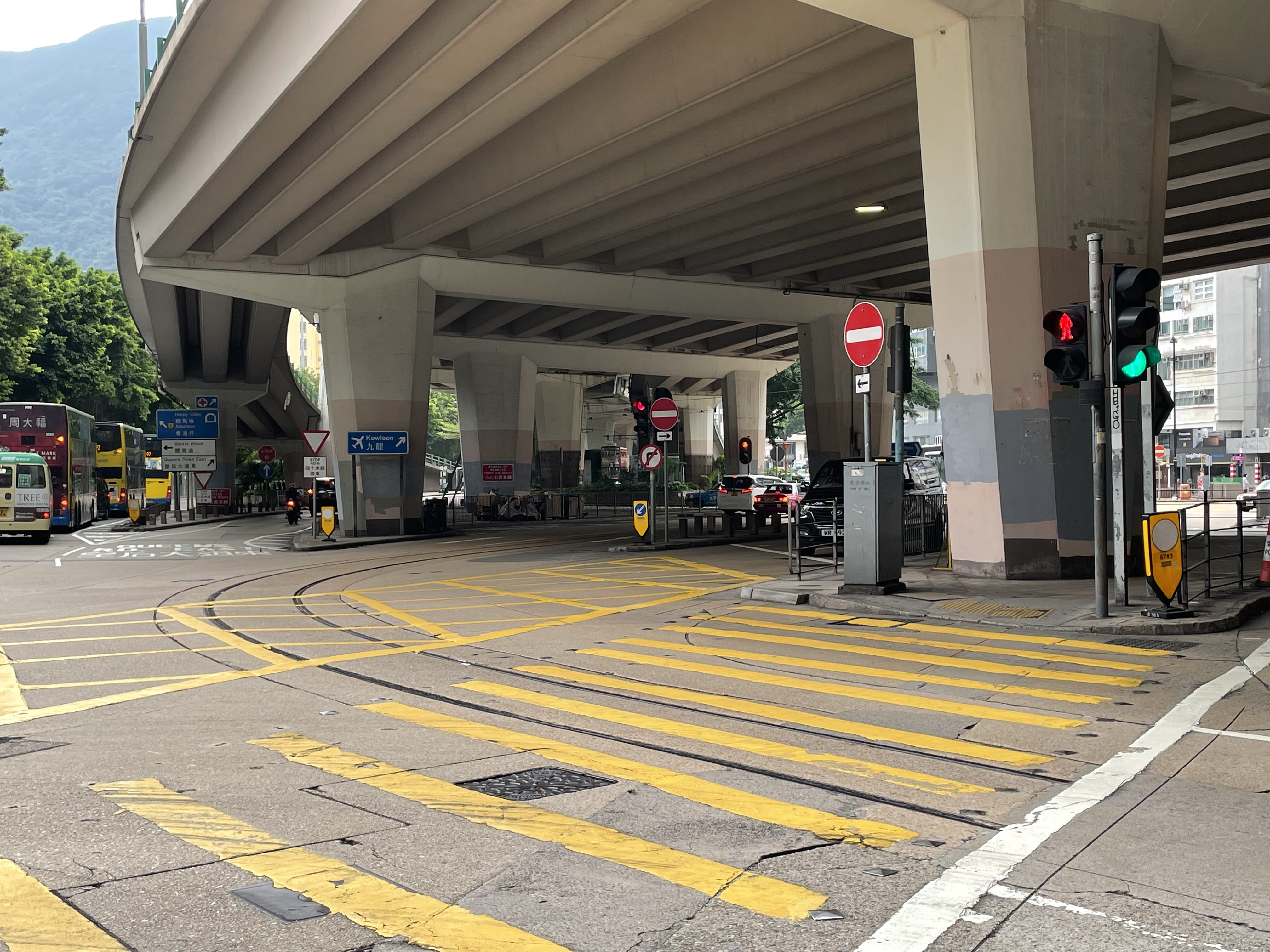
「黎嬰彎」所在的路口近堅拿道東、禮頓道

「黎嬰彎」是香港香港島灣仔區灣仔、跑馬地的一個路口，是灣仔區內的交通黑點之一。「黎嬰彎」是摩理臣山道與堅拿道、禮頓道、體育道交匯之處，屬於香港1號幹線的黃泥涌峽天橋亦橫跨其上。「黎嬰彎」交通事故頻生，並多有車輛因在停車線處沒有停車並直駛而導致意外的情形，影星黎姿的醫生胞弟黎嬰於2007年乘坐的士返回寓所途中即因此故而在該路口遭遇車禍並命危，該路口因而以其得名。

## 命名
「黎嬰彎」因影星黎姿的醫生胞弟黎嬰於2007年乘坐的士返回寓所途中在該路口遭遇車禍並命危而得名。黎嬰在當年5月31日凌晨乘搭的士以返回寓所，而當的士駛至路口並自最右側的行車線右轉擬前往體育道時，另一輛的士沿禮頓道南行駛至同一路口，並在停車線處沒有停車，直駛撞向黎嬰乘坐的的士。黎嬰乘坐的的士因此全車打轉，而黎嬰更被拋出車外，並當場頭破血流昏迷。

## 設計
「黎嬰彎」是摩理臣山道與堅拿道、禮頓道、體育道的交匯之處，其中摩理臣山道沿「黎嬰彎」的西側經過，並設有往西北與西南的兩個分叉，而其餘三條道路則以「黎嬰彎」為起點，並分別往北（堅拿道）、東北（禮頓道）與東南（體育道）。此外，屬於香港1號幹線的黃泥涌峽天橋亦橫跨其上，並向北連接堅拿道天橋。摩理臣山道近禮頓道的一段南行線劃有停車線，而在黎嬰發生車禍後，運輸署亦曾將該處的停車線後移、在兩邊設置停車警告標誌、在馬路畫上路緣線，以及在車輛進入路口前不遠處設置預告停車警告標誌。

## 意外
道路安全研究小組主席鄺子憲在接受《明報》的報導採訪時稱「黎嬰彎」路口具有高「看透性」（see through），即路面開揚並可看得通透，使駕駛者產生自己正在主路行駛，並可以優先通過的錯覺，而這使駛經「黎嬰彎」的司機常因忽略現場指示牌或安全設施而「衝停線」，即在停車線處沒有停車並直駛。「黎嬰彎」的命名由來黎嬰在2007年發生的交通意外即因被「衝停線」的其他車輛撞到而發生。2011年，「黎嬰彎」曾在10日內發生3宗涉及的士的交通意外，其中一宗亦是由「衝停線」的車輛所引起。直至2022年，「黎嬰彎」仍有因車輛「衝停線」而引發的交通意外。《明報》記者曾在2011年於「黎嬰彎」實地觀察，並發現經過現場的20輛汽車中有80%的司機將停車線當成讓路線，雖有減慢車速但未有停車，更有10%的司機在未有減速的情況下直駛而過，僅有10%司機遵守停車線前停車的規定。